# Srŏk Stoŭng
Srŏk Stoŭng är ett distrikt i Kambodja.   Det ligger i provinsen Kompong Thom, i den centrala delen av landet, 160 km norr om huvudstaden Phnom Penh. Antalet invånare är 94 119.